# Мамбет-Улан
Мамбе́т-Ула́н (укр. Мамбет-Улан, крымскотат. Mambet Ulan, Мамбет Улан) — исчезнувшее село в Белогорском районе Республики Крым, на территории Зеленогорского сельсовета. Располагалось в центре района, в одной из балок, впадающих справа в реку Сарысу, в пределах Внутренней гряды Крымских гор, примерно в 1,5 км к востоку-юго-востоку от села Новоклёново.

## История
Первое документальное упоминание села встречается в Камеральном Описании Крыма… 1784 года, судя по которому, в последний период Крымского ханства Мембет-Улан входил в Карасубазарский кадылык Карасубазарского каймаканства. После присоединения Крыма к России 8 февраля 1784 года, деревня была приписана к Симферопольскому уезду Таврической области. После Павловских реформ, с 1796 по 1802 год, входила в Акмечетский уезд Новороссийской губернии. По новому административному делению, после создания 8 (20) октября 1802 года Таврической губернии, Мамбет-Улан был включён в состав Аргинской волости Симферопольского уезда.
По Ведомости о всех селениях в Симферопольском уезде состоящих с показанием в которой волости сколько числом дворов и душ… от 9 октября 1805 года в деревне Мамбет-Улан числилось 15 дворов и 71 житель, исключительно крымских татар. На военно-топографической карте генерал-майора Мухина 1817 года обозначена деревня Мамбет-Улан с 11 дворами. После реформы волостного деления 1829 года Мамбетлан, согласно «Ведомости о казённых волостях Таврической губернии 1829 года», остался в составе преобразованной Аргинской волости. На карте 1836 года в деревне 17 дворов. Затем, видимо, вследствие эмиграции крымских татар в Турцию, деревня опустела и на карте 1842 года Мамбет-Улан обозначен условным знаком «малая деревня», то есть, менее 5 дворов, но Шарль Монтандон в своём «Путеводителе путешественника по Крыму, украшенный картами, планами, видами и виньетами…» 1833 года упоминает деревню, отмечая, что в ней нет ничего любопытного.
В 1860-х годах, после земской реформы Александра II, деревню приписали к Зуйской волости. В «Списке населённых мест Таврической губернии по сведениям 1864 года», составленном по результатам VIII ревизии 1864 года, Мамбетлан — владельческая татарская деревня с 18 дворами, 118 жителями и мечетью при фонтанѣ. По обследованиям профессора А. Н. Козловского начала 1860-х годов, в селении имелись колодцы глубиной 3—8 саженей, 4 из них с пресной и 2 с горькой водой. На трёхверстовой карте Шуберта 1865—1876 года в деревне Мамбет-Улан обозначено 10 дворов). В «Памятной книге Таврической губернии 1889 года» по результатам Х ревизии 1887 года записан Мамбет-Улан с 17 дворами и 80 жителями.
В результате земской реформы 1890 года, деревню оставили в прежней волости. Согласно «…Памятной книжке Таврической губернии на 1892 год», в деревне Мамбет-Улан, входившей в Аргинское сельское общество, было 105 жителей в 10 домохозяйствах, все безземельные. На подробной карте 1893 года в деревне обозначено 10 дворов с татарским населением По «…Памятной книжке Таврической губернии на 1902 год» в деревне Мамбет-Улан, входившей в Аргинское сельское общество, числилось 114 жителей в 11 домохозяйствах. По Статистическому справочнику Таврической губернии. Ч.II-я. Статистический очерк, выпуск шестой Симферопольский уезд, 1915 год, на хуторе Мамбет-Улан (княгини Махтиевой) Зуйской волости Симферопольского уезда числилось 4 двора с татарским населением в количестве 19 человек приписных жителей и 5 — «посторонних».
После установления в Крыму Советской власти, по постановлению Крымревкома от 8 января 1921 года была упразднена волостная система и село вошло в состав вновь созданного Карасубазарского района Симферопольского уезда, а в 1922 году уезды получили название округов. 11 октября 1923 года, согласно постановлению ВЦИК, в административное деление Крымской АССР были внесены изменения, в результате которых округа ликвидировались, Карасубазарский район стал самостоятельной административной единицей и село включили в его состав. Согласно Списку населённых пунктов Крымской АССР по Всесоюзной переписи 17 декабря 1926 года, в селе Мамбет-Улан, в составе упразднённого к 1940 году Тобен-Элиского сельсовета Карасубазарского района, числилось 11 дворов, все крестьянские, население составляло 53 человека, все татары. По данным всесоюзной переписи населения 1939 года в селе проживало 79 человек. Мамбет-Улан встречается на карте 1942 года. В последний раз в доступных источниках Чардаклы встречается в «Журнале боевых действий военно-экономической инспекции 105 (Крым) с 1 октября 1943 по 31 декабря 1943 года», согласно которому в период оккупации Крыма, 17 и 18 декабря 1943 года, в ходе операций «7-го отдела главнокомандования» 17 армии вермахта против партизанских формирований, была проведена операция по заготовке продуктов с массированным применением военной силы, в результате которой село Мамбет-Улан было сожжено и все жители вывезены в Дулаг 241.

### Динамика численности населения
| - 1805 год — 71 чел. - 1864 год — 118 чел. - 1889 год — 80 чел. - 1892 год — 105 чел. | - 1902 год — 114 чел. - 1915 год — 19/5 чел. - 1926 год — 53 чел. - 1939 год — 79 чел. |